# Sergio Vallejo
Sergio Vallejo Folgueira, conegut com a Sergio Vallejo   (Meira, 8 de gener de 1967), és un pilot de ra·lis gallec. Fou guanyador del Campionat d'Espanya de Ral·lis d'Asfalt de 2009 i subcampió de 2003 i 2008.

## Trajectòria esportiva

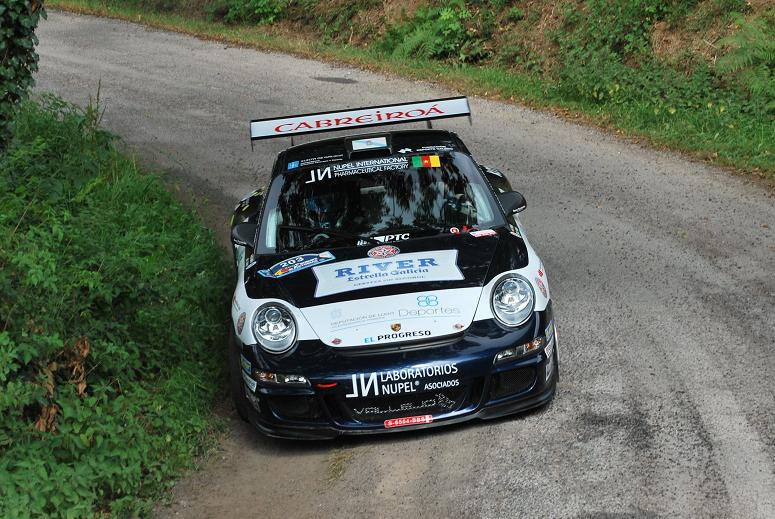
Al Ral·li d'Astúries el 2009

Debutà al món dels ral·lis l'any 1985 amb un Seat Panda, debutant al Campionat d'Espanya de Ral·lis d'Asfalt l'any 1993. L'any 1994 es proclamà campió del Desafío Peugeot en la categoria de grup N, guanyant el dret a ser pilot oficial Peugeot per la temporada 1995, en la qual finalitzà en 6a posició final. A més a més, l'any 1995 participà en el Ral·li Monte-Carlo amb un Peugeot 106.
Després d'un breu pas per l'equip Citroën, l'any 2000 es converteix en pilot Fiat pel Campionat d'Espanya de Ral·lis d'Asfalt finalitzant en 5a posició els anys 2000 i 2001, 3r el 2002, subcampió el 2003, 4t el 2004 i 5é el 2005. A més a més, l'any 2001 participà en el Campionat Mundial de Ral·lis júnior en el qual finalitzà en vuitena posició.
El 2006 abandonà l'equip Fiat després de sis anys. A bord d'un Renault Clio S1600 finalitzà en 3a posició del Campionat d'Espanya de Ral·lis d'Asfalt per darrere de Dani Solà i Miguel Fuster. Pel 2007, aquest cop a bord d'un Porsche 997 GT3 repetiria la tercera posició final al Campionat, aquest cop precedit per Miguel Fuster i Alberto Hevia, mentre que el 2008 es proclamà novament subcampió, superat per Enrique García Ojeda.
Finalment, la temporada 2009 per fi aconseguí alçar-se amb el títol en el Campionat d'Espanya de Ral·lis d'Asfalt amb el Porsche 977 GT3.